# Raimo Seppänen
Raimo Kalevi Seppänen (Suomussalmi, 21 de octubre de 1950) es un deportista finlandés que compitió en biatlón. Ganó dos medallas de plata en el Campeonato Mundial de Biatlón, en los años 1977 y 1979.
Participó en los Juegos Olímpicos de Lake Placid 1980, ocupando el séptimo lugar en la prueba por relevos.

## Palmarés internacional
| Campeonato Mundial | Campeonato Mundial    | Campeonato Mundial | Campeonato Mundial |
| Año                | Lugar                 | Medalla            | Prueba             |
| ------------------ | --------------------- | ------------------ | ------------------ |
| 1977               | Lillehammer (Noruega) | Medalla de plata   | Relevos            |
| 1979               | Ruhpolding (RFA)      | Medalla de plata   | Relevos            |